# Revue drômoise
La Revue drômoise est une revue trimestrielle éditée par la Société d'archéologie, d'histoire et de géographie de la Drôme. 

## Histoire
Elle est publiée depuis 1866, d'abord sous le titre Bulletin de la Société d'archéologie, d'histoire et de géographie de la Drôme, utilisé jusqu'en 1976. Sous sa forme actuelle, la revue est formée d'un dossier thématique, d'articles de recherches et d'actualités concernant la vie de la société éditrice.